# 15663 Periphas
A 15663 Periphas (ideiglenes jelöléssel 4168 T-2) egy kisbolygó a Naprendszerben. Cornelis Johannes van Houten, Ingrid van Houten-Groeneveld és Tom Gehrels fedezte fel 1973. szeptember 29-én.